# 不二輸送機工業
不二輸送機工業株式会社（ふじゆそうきこうぎょう）は、パレタイジングロボット（パレット積付機）メーカーの大手である。

## 沿革
- 1942年 株式会社小野田鉄工創業。
- 1944年 現社名に改称。
- 1985年 本社を小野田市（現：山陽小野田市）港町から現在地に移転。
- 2006年 経済産業省・中小企業庁「元気なモノ作り中小企業300社」に選出。